# Synode van Whitby
De Synode van Whitby was een zevende-eeuwse Northumbrische synode (664), die werd georganiseerd door koning Oswiu van Northumbria. 
Centraal stond hierin de vraag of de paasdatum en de tonsuur in Northumbria en de rest van Engeland volgens Romeins gebruik of volgens de gebruiken van Iona en zijn satellietinstituties moest worden berekend respectievelijk gepraktiseerd. De synode werd gehouden in het dubbelklooster van Sint Hilda van Streonshalh (Streanæshalch), dat later de Abdij van Whitby zou worden genoemd. 
Oorzaak van het conflict was dat Northumbria van twee kanten uit bekeerd was. Aan de ene kant waren er de Ieren, vanuit het Schotse klooster van Iona, die het Keltische christendom vertegenwoordigden. Aan de andere kant stonden de missionarissen die waren gezonden door paus Gregorius de Grote, onder leiding van Augustinus van Canterbury. Zij hadden eerst Kent en van daaruit de rest van Engeland bekeerd.
De 'Roomse' christenen hielden de paasdatum van Dionysius Exiguus aan, maar de Ieren, en zo ook Iona en het vanuit Iona gestichte klooster Lindisfarne hielden vast aan een oudere berekeningsmethode. Zie: Quartodecimanen. Andere twistpunten waren onder andere de Keltische tonsuur en de verschillen van opvatting over de organisatie: het Romeinse systeem was namelijk altijd gebaseerd op centralisatie. Het conflict had zelfs de koninklijke familie bereikt, want Oswiu volgde de Keltische traditie, terwijl koningin Eanflaed en Oswiu's zoon Ealhfrith, onderkoning van Deira, de Roomse traditie aanhingen.
De synode eindigde in een overwinning van het Roomse kamp, geleid door Wilfrid van York.
Er wordt aangenomen dat dit het begin van het einde betekende voor het zelfstandige Keltische christendom. Het proces van assimilatie met Rome duurde nog tot de 12e eeuw, met name toen in 1172, bij de synode van Cashel in County Tipperary, het Romeinse gezag ook werd opgelegd in Ierland door koning Hendrik II van Engeland, nadat hij door paus Adrianus IV hiervoor de toelating had bekomen.